# Champniers (Charente)
Pour les articles homonymes, voir Champniers.
Champniers (se prononce [ʃɑ̃pnje] ou [ʃɑnje]) est une commune du Sud-Ouest de la France, située dans le département de la Charente (région Nouvelle-Aquitaine).
Elle est située au nord de l'agglomération d'Angoulême et fait partie de son aire urbaine.
Ses habitants sont les Chaniérauds et les Chaniéraudes.

## Géographie

### Localisation et accès
La commune est située en limite nord de l'agglomération d'Angoulême. D'après des calculs de l'IGN publiés en 2016, le centre géographique du département de la Charente est situé dans la commune.
Champniers se situe à 8 km du centre ville d'Angoulême, et 41 km de Cognac, les principales villes du département, 15 km à l'ouest de La Rochefoucauld et 18 km au sud de Mansle. La gare la plus proche est celle d'Angoulême.
L'aéroport international Angoulême-Cognac se trouve en grande partie sur la commune.
La commune est traversée par les deux routes nationales qui passent dans le département : la N 10 de Bordeaux à Poitiers, et la N 141 de Saintes à Limoges, partie de la route Centre-Europe Atlantique. Ces deux routes contournent l'agglomération angoumoisine par l'ouest et le nord.
La D 12, route départementale d'Angoulême à Chasseneuil traverse aussi la commune et passe à l'est du bourg. D'autres routes départementales traversent la commune, en particulier la D 105, D 23 et D 37 qui passent par le bourg.
La commune a aussi une zone d'emploi importante avec une usine Leroy-Somer et la zone commerciale des Montagnes sur la sortie nord du Gond-Pontouvre.

### Hameaux et lieux-dits
La commune comprend des hameaux importants comme :
- Viville (les Bouillons et la Grange à Pillarget)
- Argence
- Vouillac
- la Chignolle
- les Rossignols
- les Chauvauds
- Denat
- Fontenille
- Fraîchefond (ou Frègefond) et Chez Suraud
- les Cloux
- la Simarde
- les Coussauds
- Villeneuve
- les Montagnes (zone commerciale)

### Communes limitrophes
| Vars           | Anais      |      |
| Balzac         | Champniers | Brie |
| Gond-Pontouvre | Ruelle     |      |

### Géologie et relief
La commune est située dans le calcaire datant principalement du Jurassique supérieur (Kimméridgien). Mais les buttes sont du calcaire du Crétacé (Cénomanien) annonçant déjà la zone crétacée de la moitié sud de la Charente : Puy de Nelle au nord du bourg, et la colline des Rossignols au sud, qui englobe les Chauvauds, Fontenille et Denat. Le sommet de cette dernière butte, à Ferrière, est argileux et ferrugineux.
On trouve par ailleurs quelques zones de grèzes ou colluvions datant du Quaternaire dans quelques combes de la vallée de l'Argence, au nord de la commune entre Argence et la Chignolle. Les vallées (Argence et ruisseau de Champniers) sont couvertes d'alluvions récentes,,,.
La commune offre un relief relativement important, marqué par ces buttes culminant à 140 m d'altitude : le Puy de Sanguin au sud-est, le Puy de Ferrière au sud-ouest du bourg et le Puy de Nelle au nord. Le point culminant de la commune est toutefois à une altitude de 163 m, situé en limite orientale près du Puy de Nanteuil. Le point le plus bas est à 31 m, situé en limite sud-ouest près du Pontouvre. Le bourg est à environ 80 m d'altitude.

### Hydrographie

#### Réseau hydrographique
La commune est située dans le bassin versant de la Charente au sein  du Bassin Adour-Garonne. Elle est drainée par l'Argence, le ruisseau de Champniers, le ruisseau de Viville, un bras de l'Argence, un bras de l'Argence, un bras de l'Argence, un bras de l'Argence, un bras de l'Argence, un bras de l'Argence, un bras du Champniers, un bras du Ruisseau de Viville et par divers petits cours d'eau, qui constituent un réseau hydrographique de 29 km de longueur totale,.
Le nord-ouest de la commune est traversé par l'Argence, qui coule vers le sud-ouest et passe par les lieux-dits la Chignolle et Argence. D'une longueur totale de 4 km, ce cours d'eau prend sa source dans la commune de Jauldes et se jette  dans la Charente à Balzac, après avoir traversé 5 communes.
Le ruisseau de Champniers, affluent de l'Argence coulant d'est en ouest, traverse le centre de la commune et passe par le bourg.
L'est la commune est aussi traversée par le ruisseau de Viville, qui coule vers le sud-ouest et se jette dans la Touvre. Sa source est sur la bordure orientale de la commune, aux Bouillons, et son confluent à 100 m de la commune (limite des communes de Ruelle et du Gond-Pontouvre).
De nombreuses fontaines parsèment aussi la commune.

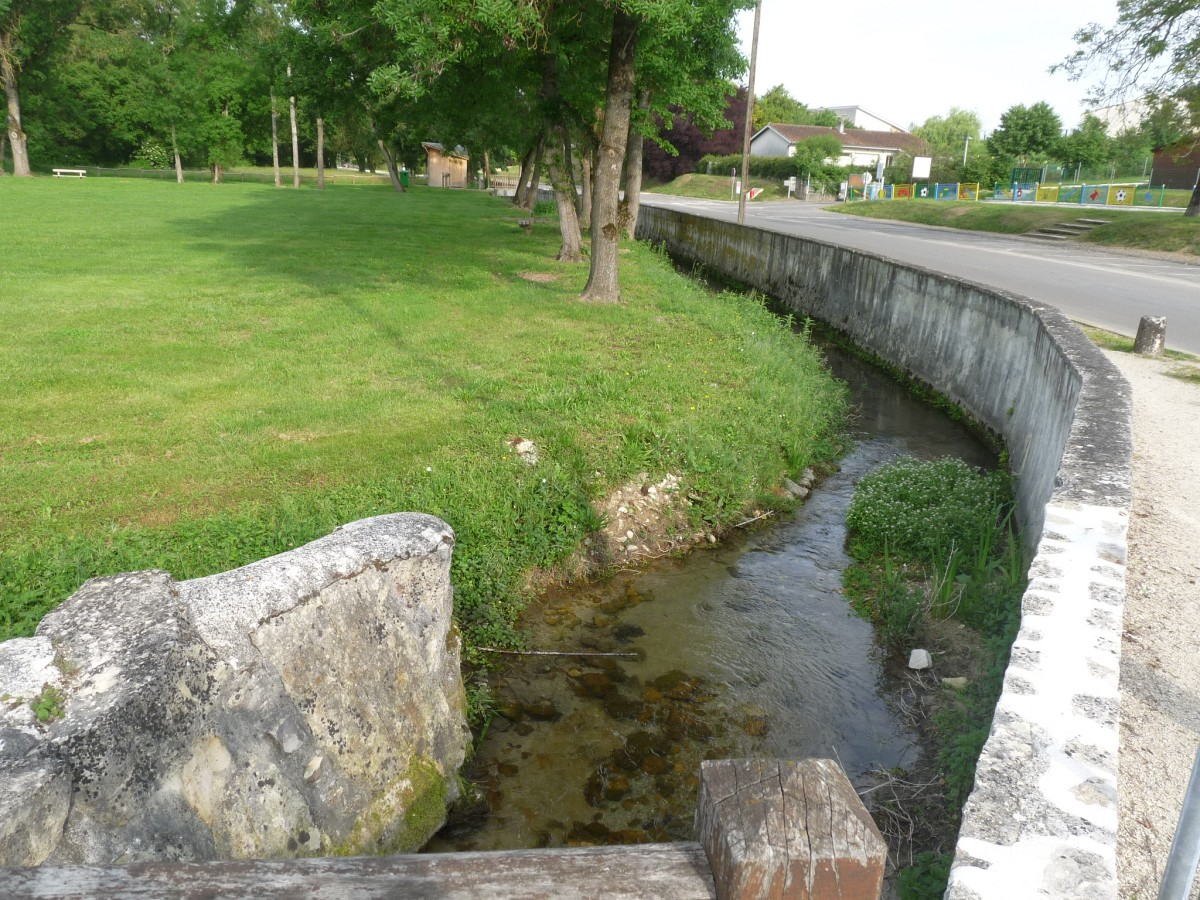
Le ruisseau de Champniers passe au pied du bourg.
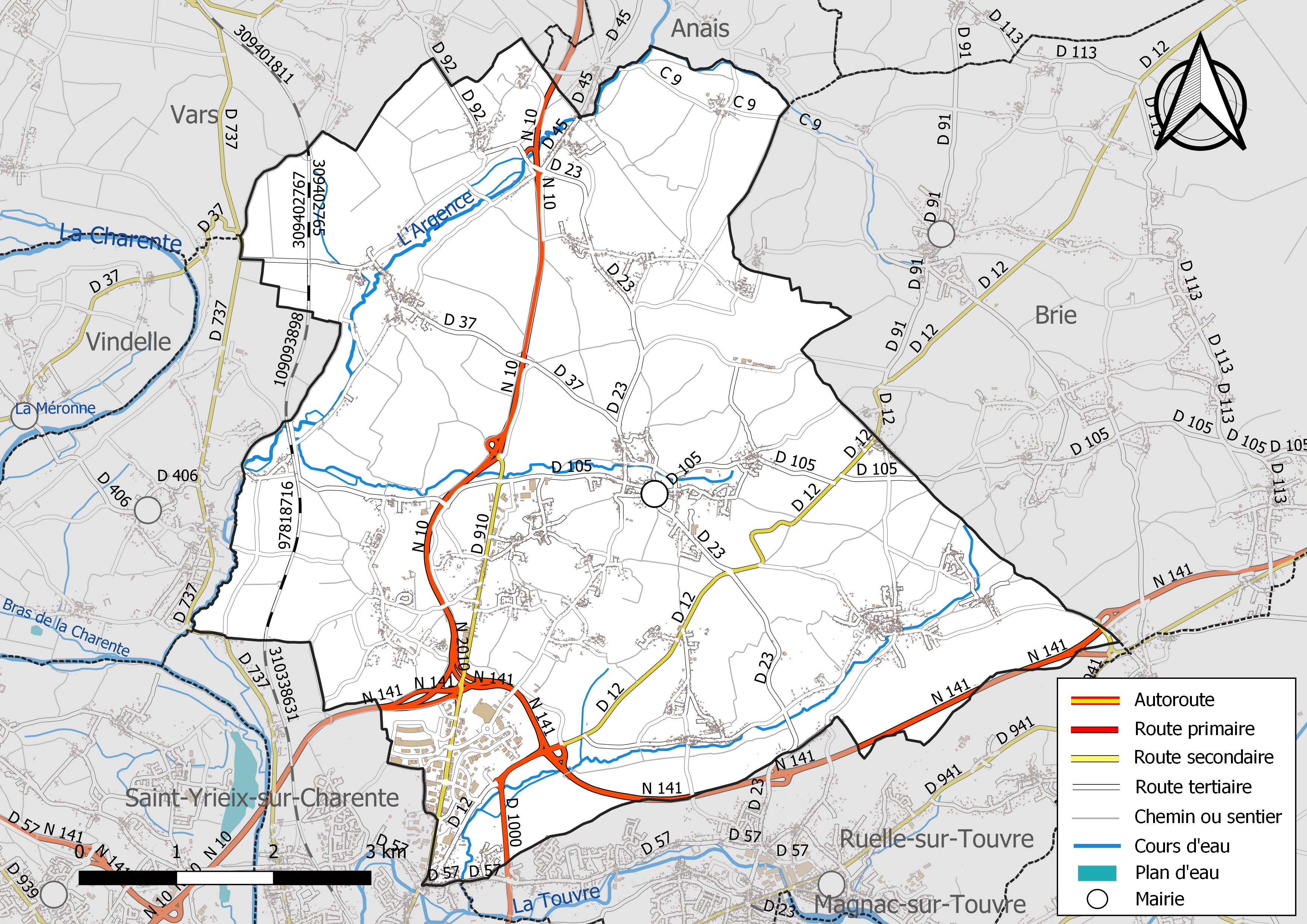
Réseaux hydrographique et routier de Champniers

#### Gestion des eaux
Le territoire communal est couvert par le schéma d'aménagement et de gestion des eaux (SAGE) « Charente ». Ce document de planification, dont le territoire correspond au bassin de la Charente, d'une superficie de 9 300 km2, a été approuvé le 19 novembre 2019. La structure porteuse de l'élaboration et de la mise en œuvre est l'établissement public territorial de bassin Charente. Il définit sur son territoire les objectifs généraux d’utilisation, de mise en valeur et de protection quantitative et qualitative des ressources en eau superficielle et souterraine, en respect des objectifs de qualité définis dans le troisième SDAGE  du Bassin Adour-Garonne qui couvre la période 2022-2027, approuvé le 10 mars 2022.

### Climat
Le climat est océanique aquitain et semblable à celui de la ville de Cognac où est située la station météorologique départementale.
| Mois                              | jan. | fév.  | mars  | avril | mai   | juin  | jui.  | août  | sep.  | oct. | nov. | déc. | année   |
| --------------------------------- | ---- | ----- | ----- | ----- | ----- | ----- | ----- | ----- | ----- | ---- | ---- | ---- | ------- |
| Température minimale moyenne (°C) | 2    | 2,8   | 3,8   | 6,2   | 9,4   | 12,4  | 14,4  | 14    | 12,1  | 8,9  | 4,7  | 2,6  | 7,8     |
| Température moyenne (°C)          | 5,4  | 6,7   | 8,5   | 11,1  | 14,4  | 17,8  | 20,2  | 19,7  | 17,6  | 13,7 | 8,6  | 5,9  | 12,5    |
| Température maximale moyenne (°C) | 8,7  | 10,5  | 13,1  | 15,9  | 19,5  | 23,1  | 26,1  | 25,4  | 23,1  | 18,5 | 12,4 | 9,2  | 17,7    |
| Ensoleillement (h)                | 80   | 103,9 | 153,3 | 184,5 | 204,9 | 239,6 | 276,4 | 248,3 | 199,4 | 159  | 96,8 | 78,8 | 2 024,9 |
| Précipitations (mm)               | 80,4 | 67,3  | 65,9  | 68,3  | 71,6  | 46,6  | 45,1  | 50,2  | 59,2  | 68,6 | 79,8 | 80   | 783,6   |

## Urbanisme

### Typologie
Au 1er janvier 2024, Champniers est catégorisée commune rurale à habitat dispersé, selon la nouvelle grille communale de densité à 7 niveaux définie par l'Insee en 2022.
Elle est située hors unité urbaine. Par ailleurs la commune fait partie de l'aire d'attraction d'Angoulême, dont elle est une commune de la couronne,. Cette aire, qui regroupe 94 communes, est catégorisée dans les aires de 50 000 à moins de 200 000 habitants,.

### Occupation des sols
L'occupation des sols de la commune, telle qu'elle ressort de la base de données européenne d’occupation biophysique des sols Corine Land Cover (CLC), est marquée par l'importance des territoires agricoles (80,1 % en 2018), en diminution par rapport à 1990 (83,6 %). La répartition détaillée en 2018 est la suivante : 
terres arables (53 %), zones agricoles hétérogènes (19,4 %), zones urbanisées (11,7 %), prairies (7,1 %), zones industrielles ou commerciales et réseaux de communication (4,1 %), forêts (2,3 %), espaces verts artificialisés, non agricoles (1,7 %), cultures permanentes (0,6 %). L'évolution de l’occupation des sols de la commune et de ses infrastructures peut être observée sur les différentes représentations cartographiques du territoire : la carte de Cassini (XVIIIe siècle), la carte d'état-major (1820-1866) et les cartes ou photos aériennes de l'IGN pour la période actuelle (1950 à aujourd'hui).

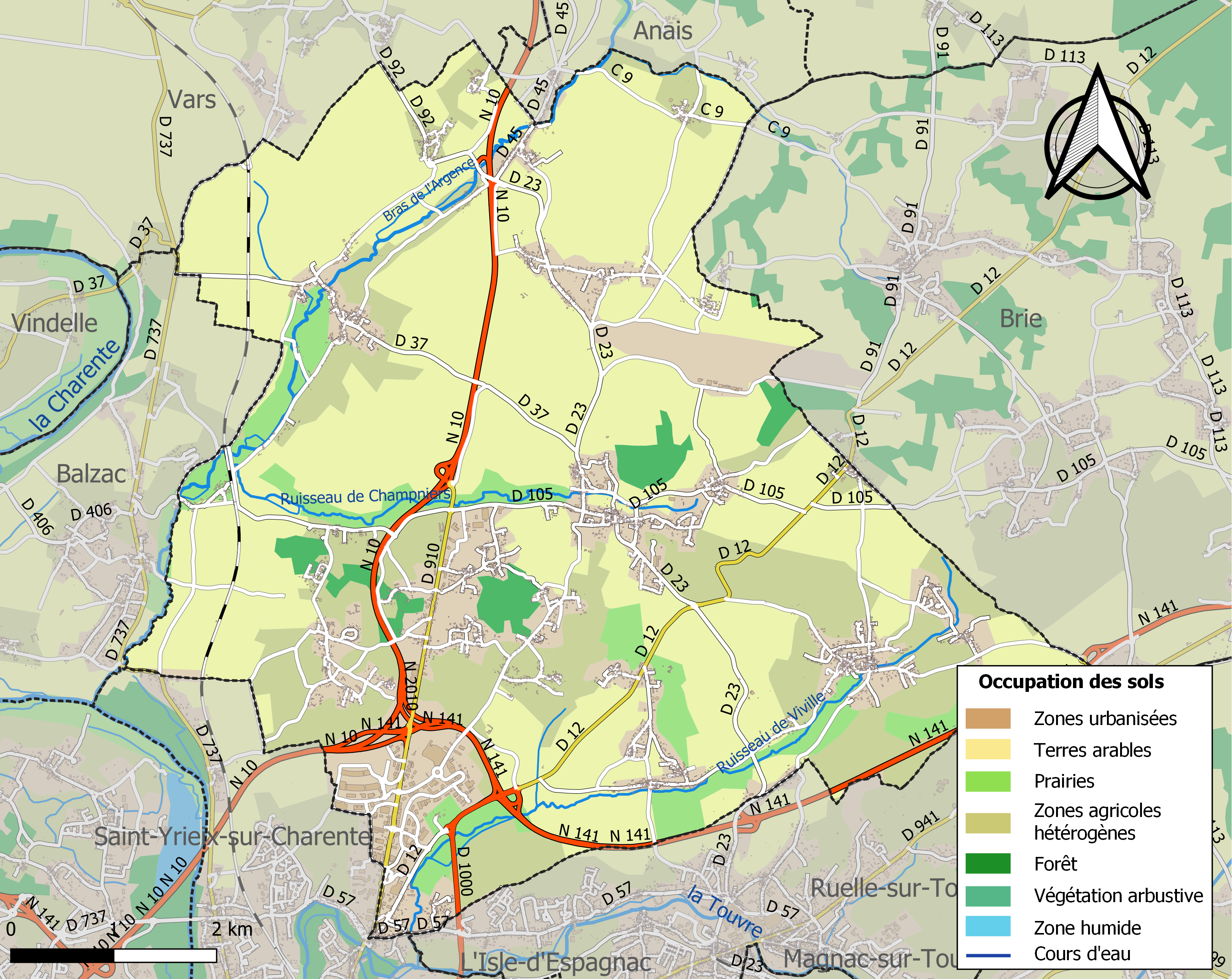
Carte des infrastructures et de l'occupation des sols de la commune en 2018 (CLC).

### Risques majeurs
Le territoire de la commune de Champniers est vulnérable à différents aléas naturels : météorologiques (tempête, orage, neige, grand froid, canicule ou sécheresse) et séisme (sismicité modérée). Il est également exposé à un risque technologique,  le transport de matières dangereuses. Un site publié par le BRGM permet d'évaluer simplement et rapidement les risques d'un bien localisé soit par son adresse soit par le numéro de sa parcelle.

#### Risques naturels

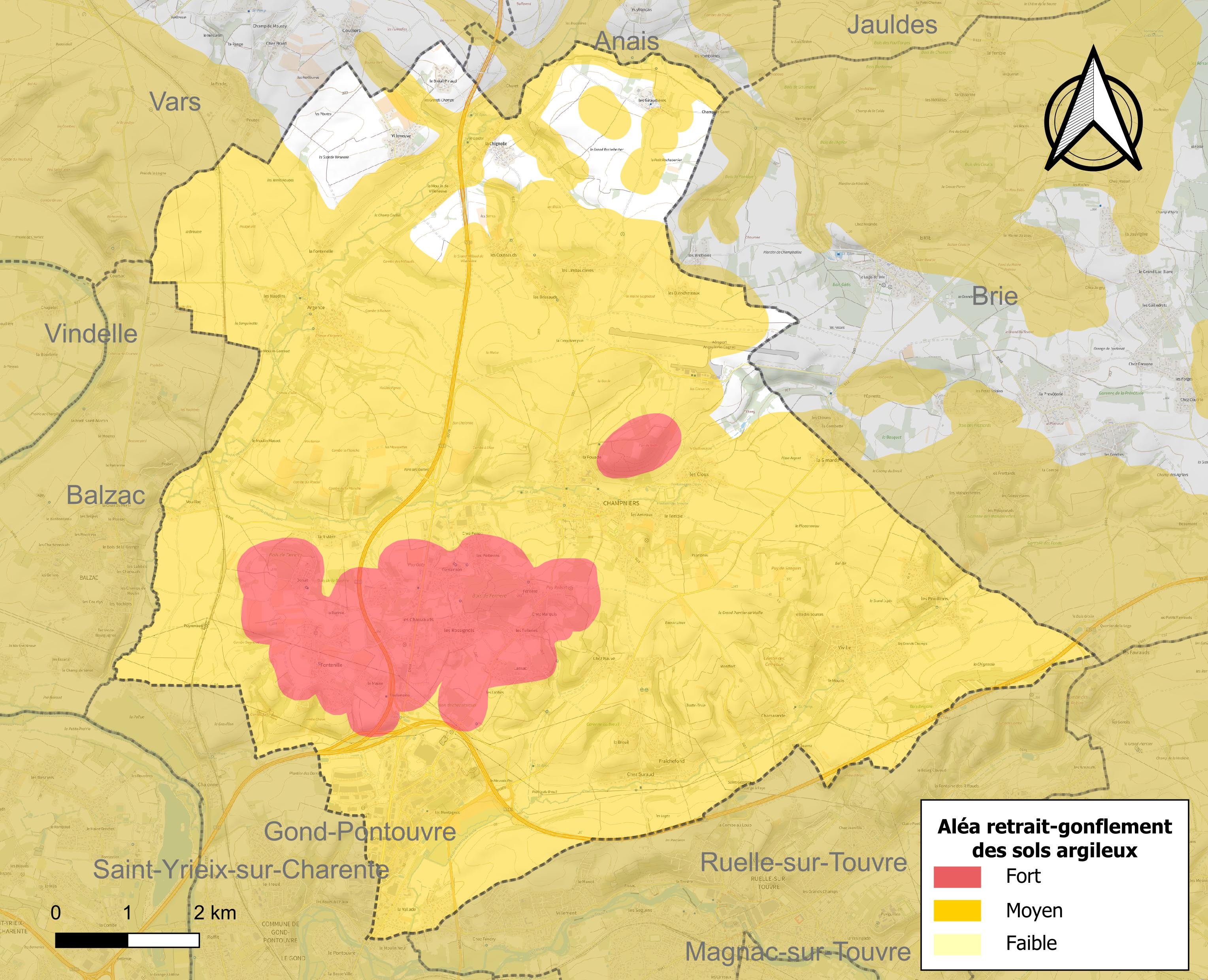
Carte des zones d'aléa retrait-gonflement des sols argileux de Champniers.

Le retrait-gonflement des sols argileux est susceptible d'engendrer des dommages importants aux bâtiments en cas d’alternance de périodes de sécheresse et de pluie. 92,7 % de la superficie communale est en aléa moyen ou fort (67,4 % au niveau départemental et 48,5 % au niveau national). Sur les 2 484 bâtiments dénombrés sur la commune en 2019,  2 370 sont en aléa moyen ou fort, soit 95 %, à comparer aux 81 % au niveau départemental et 54 % au niveau national. Une cartographie de l'exposition du territoire national au retrait gonflement des sols argileux est disponible sur le site du BRGM,.
Par ailleurs, afin de mieux appréhender le risque d’affaissement de terrain, l'inventaire national des cavités souterraines permet de localiser celles situées sur la commune.
La commune a été reconnue en état de catastrophe naturelle au titre des dommages causés par les inondations et coulées de boue survenues en 1982, 1983, 1988, 1993, 1999, 2012 et 2016. Concernant les mouvements de terrains, la commune a été reconnue en état de catastrophe naturelle au titre des dommages causés par la sécheresse en 2003, 2005, 2009, 2011 et 2017 et par des mouvements de terrain en 1999.

#### Risques technologiques
Le risque de transport de matières dangereuses sur la commune est lié à sa traversée par une ou des infrastructures routières ou ferroviaires importantes ou la présence d'une canalisation de transport d'hydrocarbures. Un accident se produisant sur de telles infrastructures est susceptible d’avoir des effets graves sur les biens, les personnes ou l'environnement, selon la nature du matériau transporté. Des dispositions d’urbanisme peuvent être préconisées en conséquence.

## Toponymie
Les formes anciennes sont Catmerio en 1110, Campnerio au XIVe siècle.
L'origine du nom de Champniers remonterait à Catumarium fundum, du nom d'un homme gaulois Catumaros latinisé en Catumarius, ou villa, ce qui correspondrait au « domaine de Catumer ».

## Histoire
La commune a longtemps été connue pour la culture du safran bien avant le XIXe siècle. Il y avait même une foire du safran chaque 11 décembre,.
Les registres de l'état civil remontent à 1599.
La commune de Champniers, assez étendue, possédait un grand nombre de fiefs dont les plus importants étaient Argence, le Puy de Nelle, le Breuil et Vouillac.
Le fief d'Argence appartenait aux Tison d'Argence, famille noble célèbre dans l'Angoumois qui fait remonter son origine au VIIIe siècle. Elle est éteinte et il ne reste rien de leur logis à Argence.
Le château de Puy de Nelle dressait ses tours et ses créneaux au sommet de la colline qui domine au nord le bourg de Champniers. Il n'en reste absolument rien. Au XVIIIe siècle, il appartenait, ainsi que le logis de Vouillac et le château du Breuil dont il ne reste que quelques bâtiments de servitude, à la famille Arnaud de Viville, dont le dernier représentant a émigré pendant la Révolution. Ses biens ont été alors confisqués.
Avant la Révolution, l'église de Champniers, comme celle de Vindelle, dépendait de l'archiprêtré d'Ambérac. L'abbesse de Saint-Ausone relevait les dîmes, mais un quart en restait au curé.
Au début du XXe siècle, l'industrie n'était représentée que par une fabrique de carton sur l'Argence, au Moulin Garraud.
La commune était aussi desservie par la ligne Angoulême à Saint-Angeau des Chemins de fer économiques des Charentes appelée le petit Mairat, à voie métrique. Elle passait près du logis des Montagnes et montait aux Rossignols, puis descendait au bourg où était un arrêt, avant de continuer vers Brie.
Des foires relativement importantes, principalement pour le bétail, se tenaient au bourg de Champniers chaque 29 du mois.

### Liste des maires

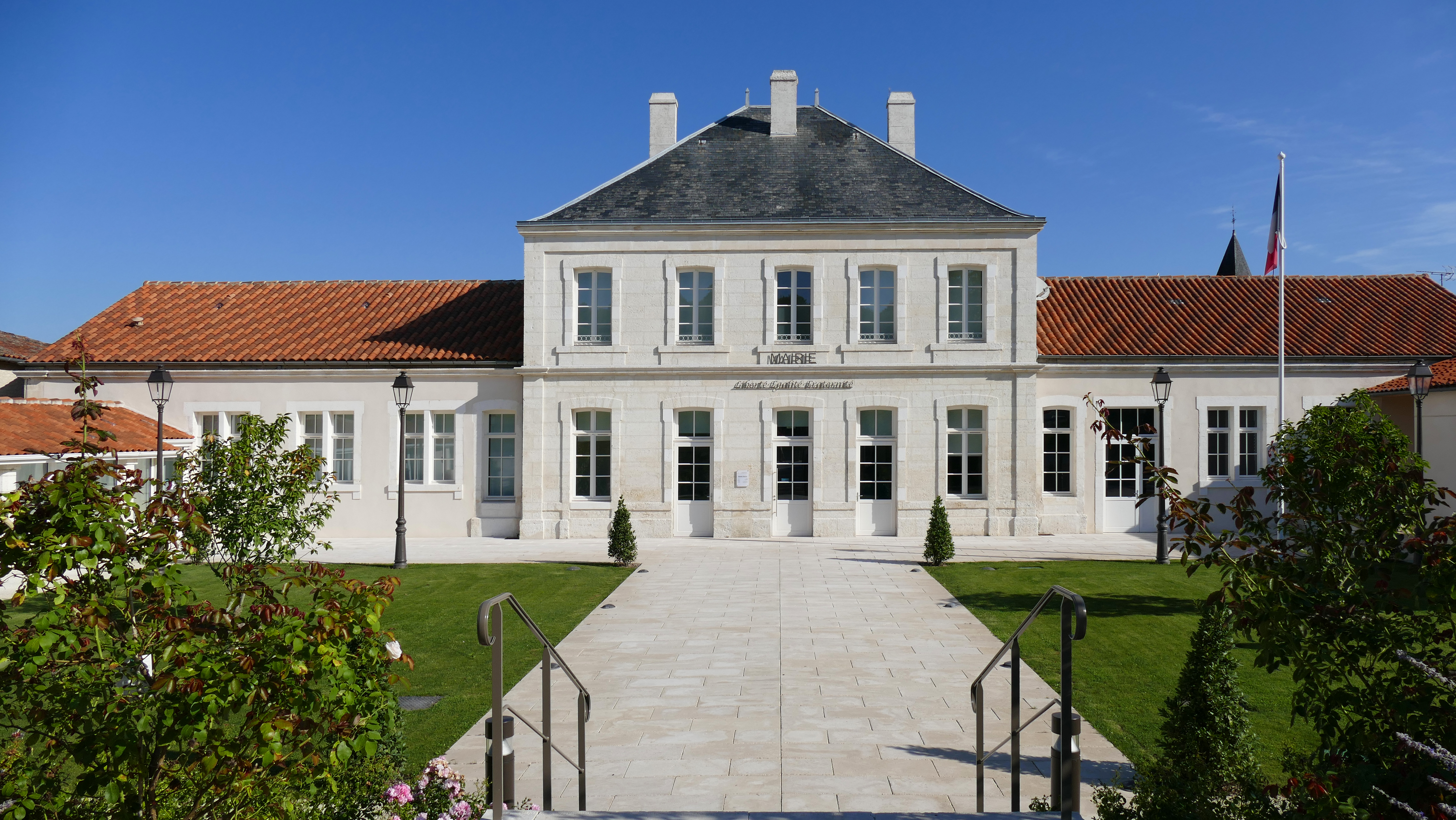
Mairie de Champniers

## Politique et administration

### Politique de développement durable
La commune a engagé une politique de développement durable en lançant une démarche d'Agenda 21 en 2012.

### Politique environnementale
Dans son palmarès 2024, le Conseil national de villes et villages fleuris de France a attribué deux fleurs à la commune.

## Démographie

### Évolution démographique
L'évolution du nombre d'habitants est connue à travers les recensements de la population effectués dans la commune depuis 1793. Pour les communes de moins de 10 000 habitants, une enquête de recensement portant sur toute la population est réalisée tous les cinq ans, les populations de référence des années intermédiaires étant quant à elles estimées par interpolation ou extrapolation. Pour la commune, le premier recensement exhaustif entrant dans le cadre du nouveau dispositif a été réalisé en 2007.

En 2022, la commune comptait 5 237 habitants, en évolution de +1,02 % par rapport à 2016 (Charente : −0,48 %, France hors Mayotte : +2,11 %).
| 1793  | 1800  | 1806  | 1821  | 1831  | 1841  | 1846  | 1851  | 1856  |
| ----- | ----- | ----- | ----- | ----- | ----- | ----- | ----- | ----- |
| 3 879 | 4 233 | 4 404 | 4 132 | 4 554 | 4 062 | 4 128 | 4 102 | 3 848 |

| 1861  | 1866  | 1872  | 1876  | 1881  | 1886  | 1891  | 1896  | 1901  |
| ----- | ----- | ----- | ----- | ----- | ----- | ----- | ----- | ----- |
| 3 648 | 3 560 | 3 388 | 3 362 | 3 255 | 2 934 | 2 846 | 2 730 | 2 719 |

| 1906  | 1911  | 1921  | 1926  | 1931  | 1936  | 1946  | 1954  | 1962  |
| ----- | ----- | ----- | ----- | ----- | ----- | ----- | ----- | ----- |
| 2 595 | 2 626 | 2 337 | 2 313 | 2 333 | 2 431 | 2 277 | 2 383 | 2 613 |

| 1968  | 1975  | 1982  | 1990  | 1999  | 2006  | 2007  | 2012  | 2017  |
| ----- | ----- | ----- | ----- | ----- | ----- | ----- | ----- | ----- |
| 2 762 | 3 493 | 4 094 | 4 358 | 4 604 | 4 951 | 5 001 | 5 171 | 5 151 |

| 2022  | - | - | - | - | - | - | - | - |
| ----- | - | - | - | - | - | - | - | - |
| 5 237 | - | - | - | - | - | - | - | - |

### Pyramide des âges
La population de la commune est relativement âgée.
En 2018, le taux de personnes d'un âge inférieur à 30 ans s'élève à 28,2 %, soit en dessous de la moyenne départementale (30,2 %). À l'inverse, le taux de personnes d'âge supérieur à 60 ans est de 31 % la même année, alors qu'il est de 32,3 % au niveau départemental.
En 2018, la commune comptait 2 526 hommes pour 2 623 femmes, soit un taux de 50,94 % de femmes, légèrement inférieur au taux départemental (51,59 %).
Les pyramides des âges de la commune et du département s'établissent comme suit.
| Hommes | Classe d’âge | Femmes |
| ------ | ------------ | ------ |
| 0,6    | 90 ou +      | 0,8    |
| 8,3    | 75-89 ans    | 9,7    |
| 21,2   | 60-74 ans    | 21,4   |
| 23,9   | 45-59 ans    | 22,8   |
| 17,1   | 30-44 ans    | 17,7   |
| 12,6   | 15-29 ans    | 12,4   |
| 16,3   | 0-14 ans     | 15,1   |

| Hommes | Classe d’âge | Femmes |
| ------ | ------------ | ------ |
| 1      | 90 ou +      | 2,7    |
| 9,2    | 75-89 ans    | 12     |
| 20,6   | 60-74 ans    | 21,3   |
| 20,7   | 45-59 ans    | 20,3   |
| 16,8   | 30-44 ans    | 16     |
| 15,6   | 15-29 ans    | 13,4   |
| 16,1   | 0-14 ans     | 14,3   |

## Économie

### Agriculture
La viticulture occupe une partie de l'activité agricole. La commune est classée dans les Fins Bois, dans la zone d'appellation d'origine contrôlée du cognac.

### Industrie
- usine Leroy-Somer

### Commerces
- commerces de proximité au bourg
- zone commerciale des Montagnes

## Équipements, services et vie locale

### Enseignement
Champniers possède plusieurs écoles :
- école maternelle Bois-Villars, au bourg
- école élémentaire du Puy-de-Nelle (huit classes)
- école élémentaire de la Chignolle (deux classes)
- école primaire Marcel-Radeuil (quatre classes), à Viville

Le secteur du collège est Gond-Pontouvre (collège René-Cassin), sauf pour Viville (Ruelle, collège Norbert-Casteret).

## Culture locale et patrimoine

### Lieux et monuments

#### Patrimoine religieux

##### Église Sainte-Eulalie

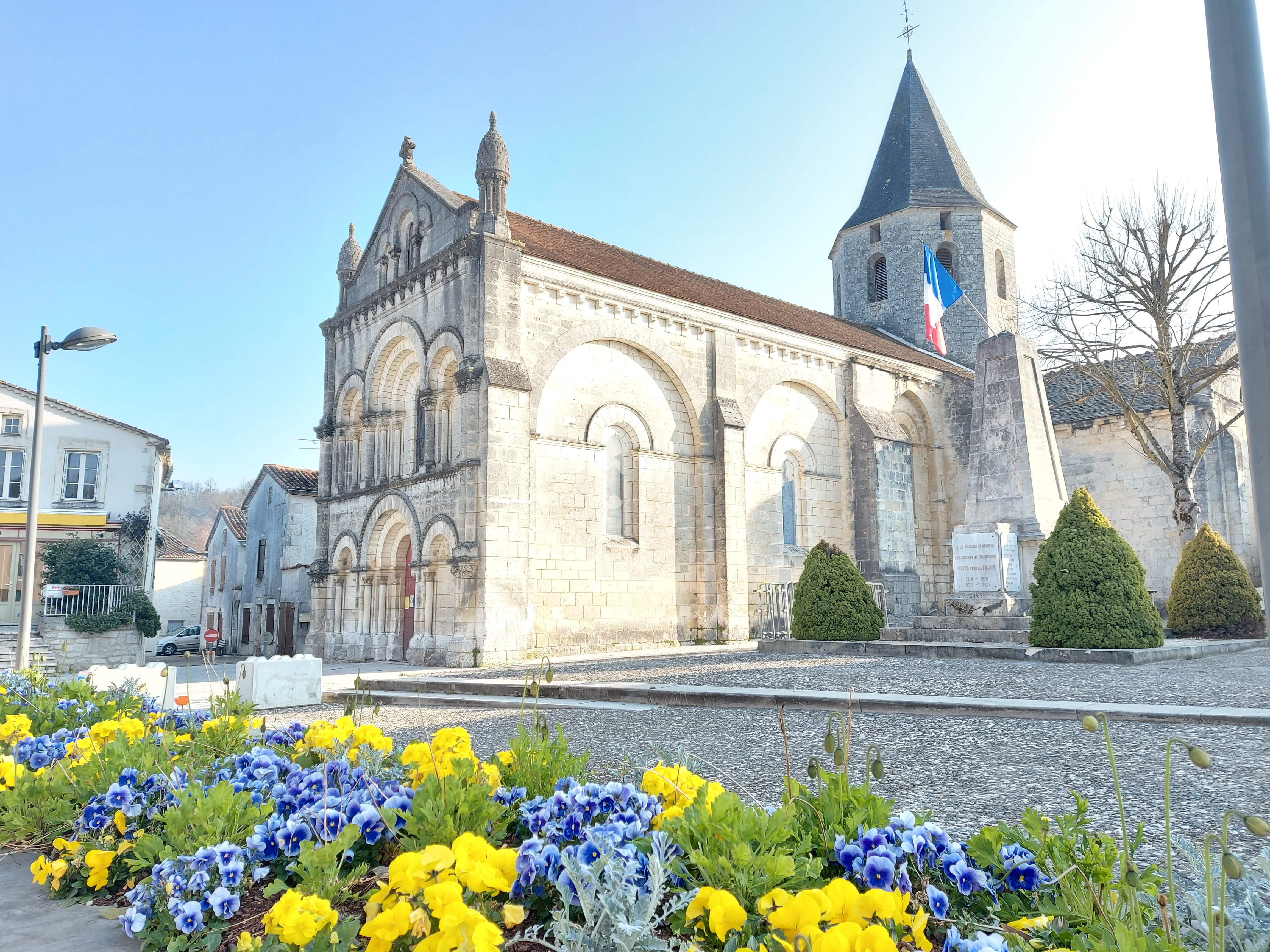
L'église Sainte-Eulalie.

Au XIIe siècle, l’église paroissiale Sainte-Eulalie est construite sur les fondations d’une église plus ancienne. Composée d’une nef unique, d’un transept et d’une abside en hémicycle sans travée de chœur, elle subit plusieurs modifications jusqu’en 1863 où une importante restauration modifie la façade.
Des restaurations importantes ont eu lieu aux XVIIIe et XIXe siècles.C'est au cours de ce dernier siècle que fut construite la façade et que furent reconstruites les deux travées ouest de la nef.
L'église est classée monument historique depuis 1913.

#### Patrimoine environnemental
La commune comporte de nombreuses fontaines et lavoir. Un sentier de randonnée local de 10 km en relie la plupart, entre le bourg et les Rossignols.

Fontaines et lavoirs
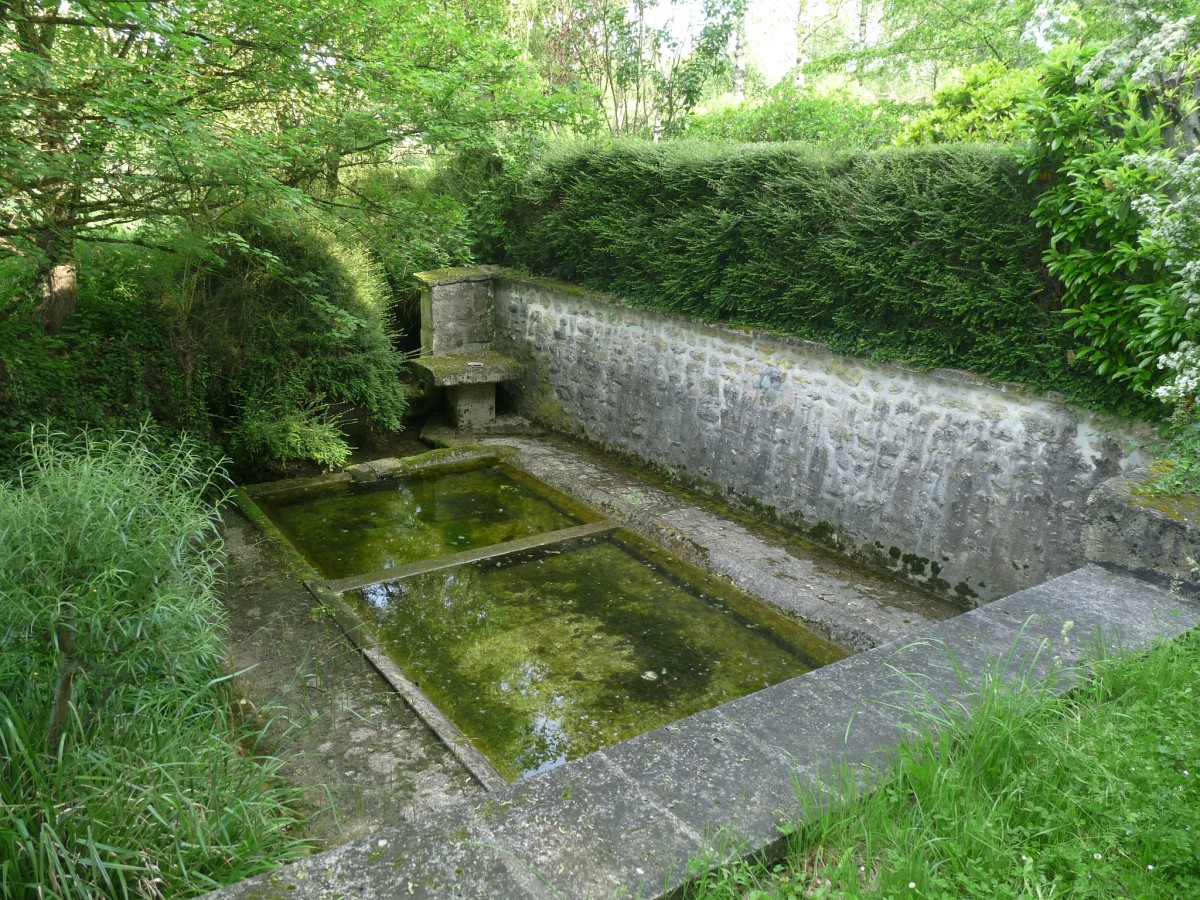
La Font Marran aux Rossignols.
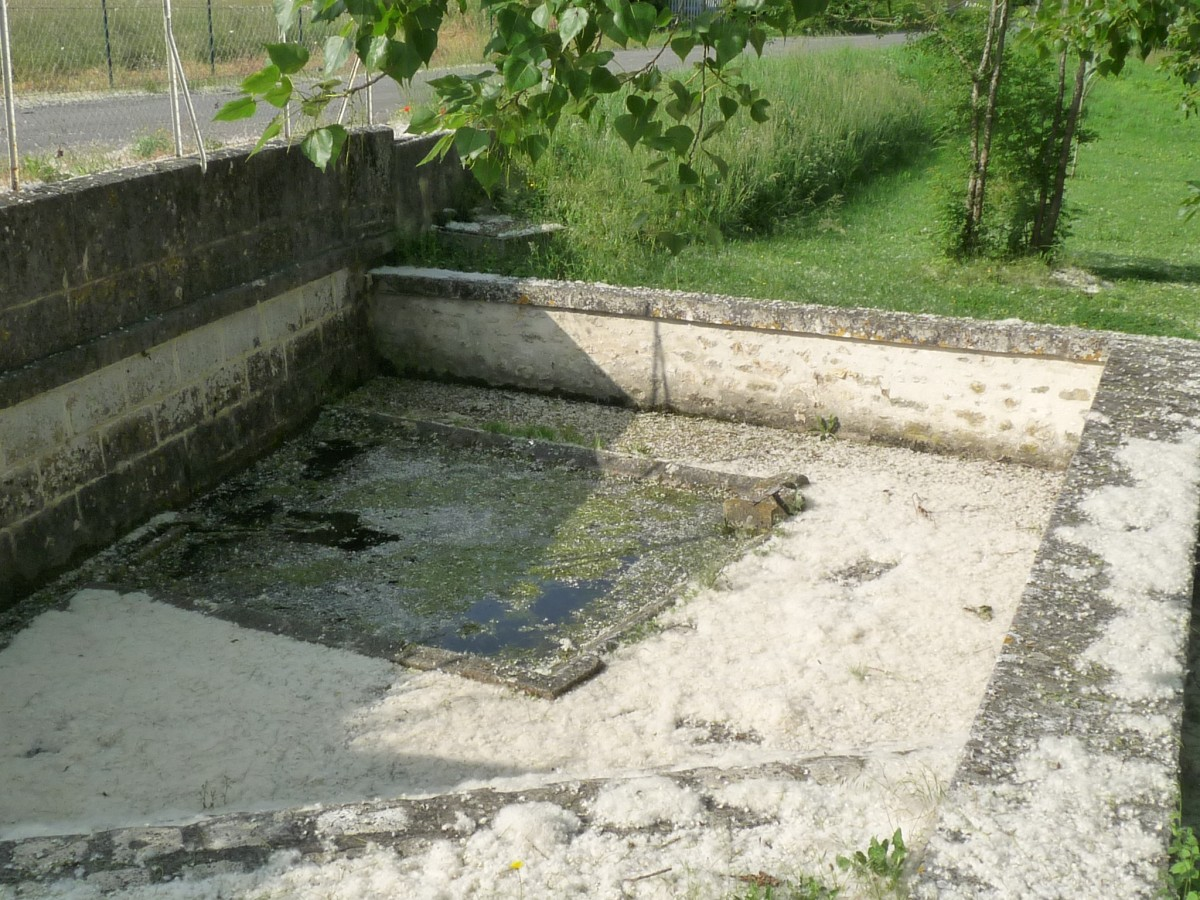
Fontaine des Poitevins.
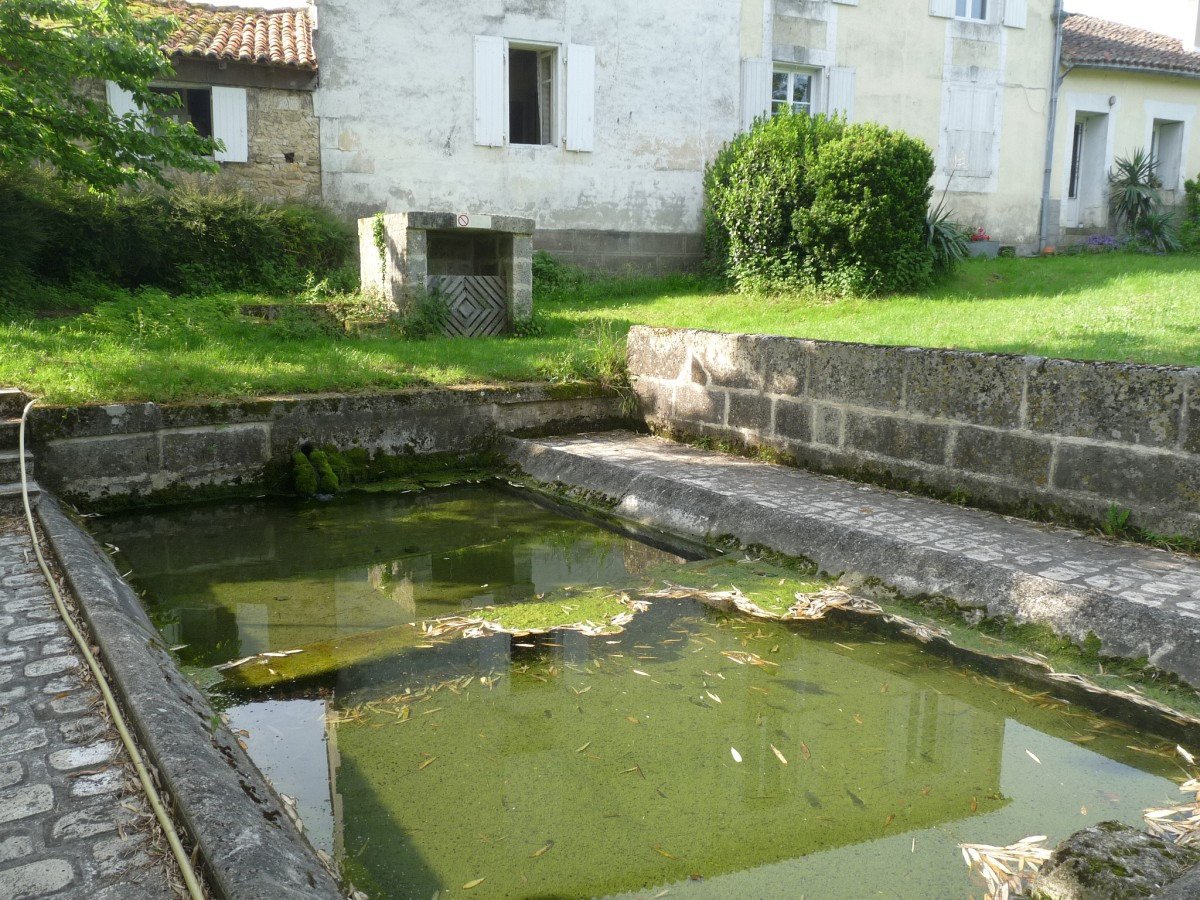
Fontaine de Fontanson.
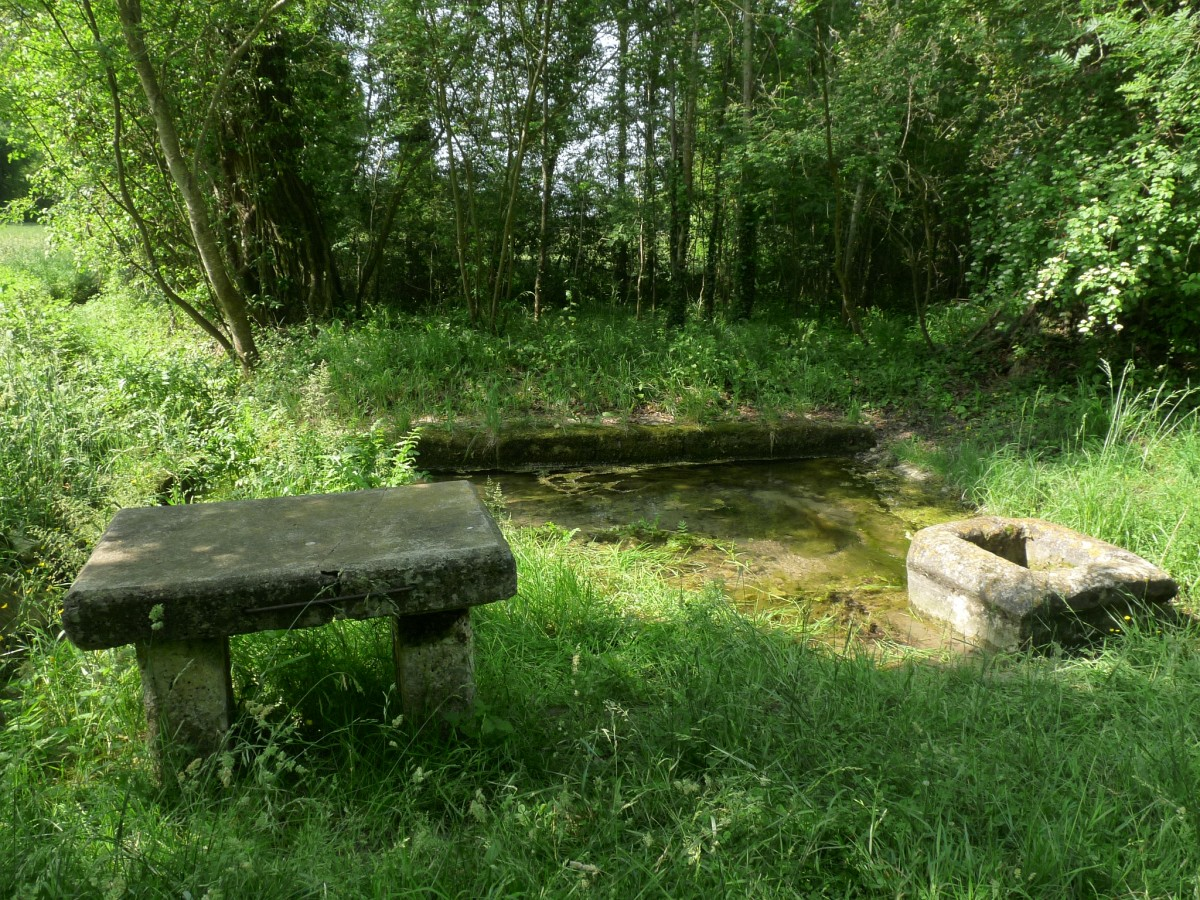
Lavoir de Feuillade.

### Personnalités liées à la commune
- Lucien Deschamps (1906-1985), artiste-peintre imagier de la Charente. Né le 9 juillet 1906 à Champniers, décédé le 30 mars 1985 à Saint-Michel-d'Entraygues. Fils d'un couple d'ouvriers (son père travaillait à la Fonderie nationale de Ruelle), il a dès son plus jeune âge eu le goût pour la peinture. Ses parents l'ont encouragé, et il est devenu le « parfait imagier de la Charente ». Il a peint dans son atelier du Quéroy (commune de Mornac) et a exposé ses tableaux au milieu de ceux de ses amis peintres charentais[51]. La médiathèque de Champniers a été baptisée en son honneur le 7 septembre 2006 Médiathèque Lucien-Deschamps.

- Jeanne Petit (1924-1991), artiste-plasticienne et poétesse. D'origine espagnole et mariée à un Chaniéraud, elle fut poétesse et auteur de trois ouvrages non édités (Flammes, Poèmes sur la brise légère, Poèmes sur l'aile du vent). "Plasticienne" avant l'heure, elle a donné libre cours à son imagination créatrice au travers de ses "tableaux de verre", dont l'originalité avant-gardiste a dérouté, surpris puis séduit ceux qui l'ont côtoyée[52]. Les salles d'exposition de la médiathèque portent son nom.

- Le général d'aviation français Edmond Jouhaud (1905-1995) y est inhumé.
- Jules Bertrand (1864-1942), homme politique français né à Champniers.
- Edgard de Saint-Pierre de Montzaigle (1867-1925), peintre français né à Champniers.

### Héraldique
| Blason de Champniers | Blason  | Écartelé : au 1er d’or aux deux lions léopardés de gueules passant l’un sur l’autre, surmontés d’un lambel d’azur, au 2e d’or aux deux fasces de vair, chaque pièce du champ chargée de trois étoiles de sable, au 3e d’argent aux trois fermaux de gueules, au chef d’azur, au 4e d’azur au croissant d’argent surmonté d’une étoile versée d’or. |
| Blason de Champniers | Détails | Le statut officiel du blason reste à déterminer. |